# Giovanni Battista Crespi
Pour les articles homonymes, voir Crespi.
Giovanni Battista Crespi, dit Il Cerano, (né le 23 décembre 1573 à Romagnano Sesia, dans la province de Novare dans le Piémont - mort le 23 octobre 1632 à Milan) est un peintre, sculpteur et architecte italien de la Renaissance appartenant à l'école lombarde.

## Biographie
Giovanni Battista Crespi, est le fils du peintre Raffaele Crespi, son premier et, semble-t-il, son seul maître, qui l'initia à la peinture, et de Camilla. Il fut élevé avec son frère Ortensio (1578-1631) qui devint son principal collaborateur.
On a longtemps cru que Giovanni Battista Crespi avait été surnommé le Cerano en référence à la petite ville de Cerano, où l'on croyait qu'il était né. À l'occasion d'une exposition de ses œuvres tenue au Palazzo Reale de Milan du 23 février au 5 juin 2005, les commissaires de l’exposition ont découvert, au cours de leurs recherches, qu’il était en fait né à Romagnano Sesia, non loin de Cerano, où toutefois sa famille déménagea plus tard (d'où la confusion).
Giovanni Battista Crespi s'attacha au cardinal Federico Borromeo, archevêque de Milan, et dirigea l'Académie de Milan.
Entre 1602 et 1603, il participe à la première série de grands tableaux de la cathédrale, avec les Scènes de la vie de saint Charles Borromée, réalisant jusqu'en 1610, six grands compositionsde la série dédiée aux Miracles de saint Charles.
Durant la première décennie du XVIIe siècle, il travaille aussi à Santa Maria à San Celso, toujours à Milan, et il exécute pour Mortara et pour Novare deux retables signés et datés de 1610.
À la suite d'un séjour probable à Mantoue en 1617, il achève en 1618, pour san Marco de Milan, le dramatique Baptême de sant Augustin.
Durant la dernière phase de sa vie il entreprend La Bataille contre les Albigeois du Museo Civico de Crémone, autrefois à san Domenico ; il laissa cette œuvre inachevée.

## Œuvres
Ses principaux tableaux sont :
- Le Christ apparaissant à saint Pierre et saint Paul, 1626-1627, toile, 274 × 184 cm, Kunsthistorisches Museum de Vienne[2]
- L’évanouissement d'Esther, huile sur toile, 115 × 191 cm, musée Calvet, Avignon[3]
- Vierge à l'Enfant avec saint François, saint Charles Borromée et sainte Catherine d'Alexandrie, huile sur toile, 267 × 201 cm, musée des Offices, corridor de Vasari, Florence
- Saint Pierre et Saint Paul, huile sur toile, 1628-1629, Collection Motais de Narbonne[4]
- Le Baptême de saint Augustin ;
- Saint Charles et saint Ambroise ;
- Le Rosaire ;
- La Flagellation du Christ.
- Tête d’homme de profil, 1625, huile sur papier marouflé sur toile, 42,5 cm , musée des Beaux-Arts d’Orléans[5]

À remarquer :
- Le tableau dit des trois mains (Quadro delle tre mani), dû à la collaboration de Il Cerano, Il Morazzone et Giulio Cesare Procaccini, sur le même projet.
- Sa participation au cycle monumental des Quadroni di San Carlo.

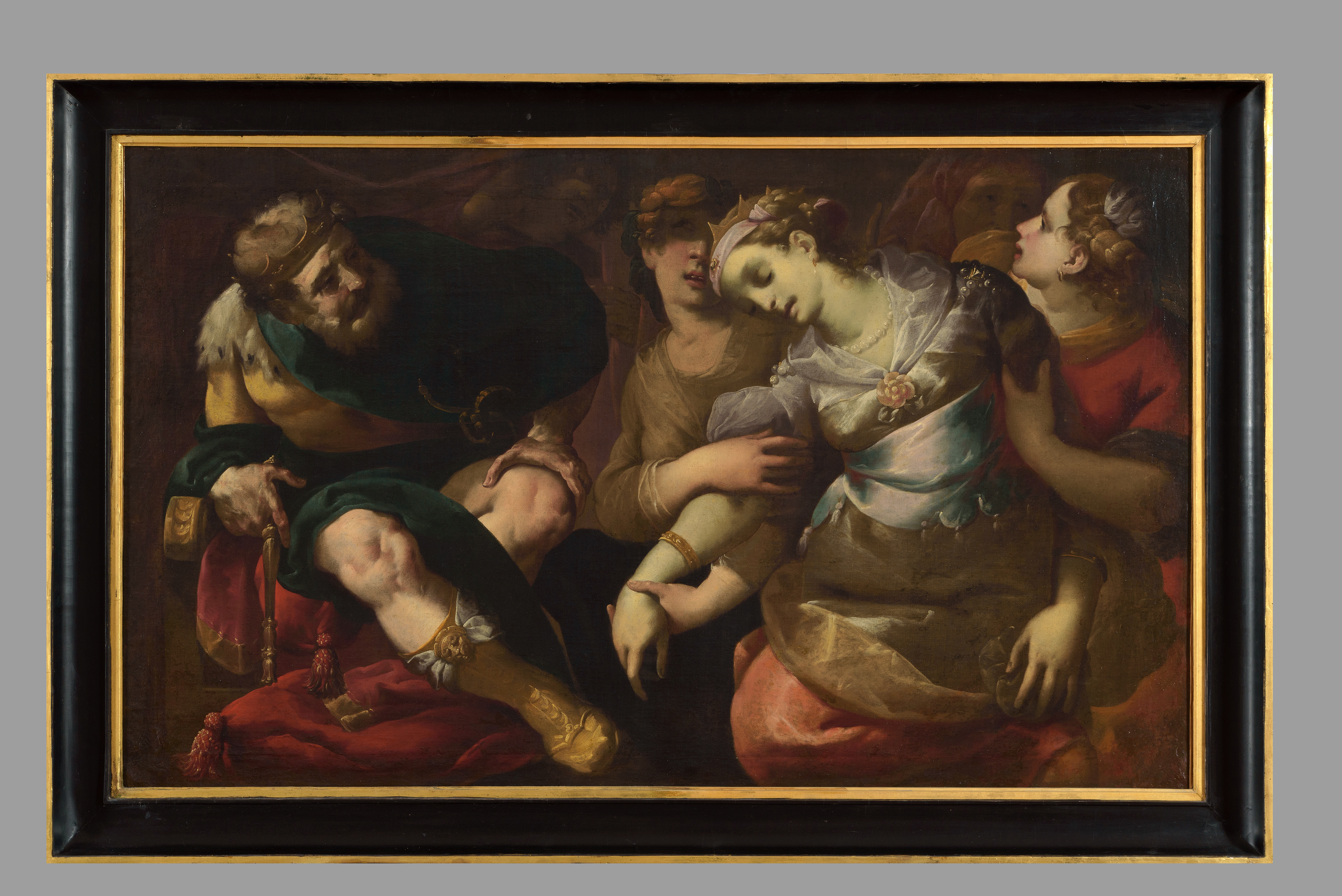
Esther et Assuerus, huile sur panneau de bois, XVIIe siècle, Avignon, musée Calvet.
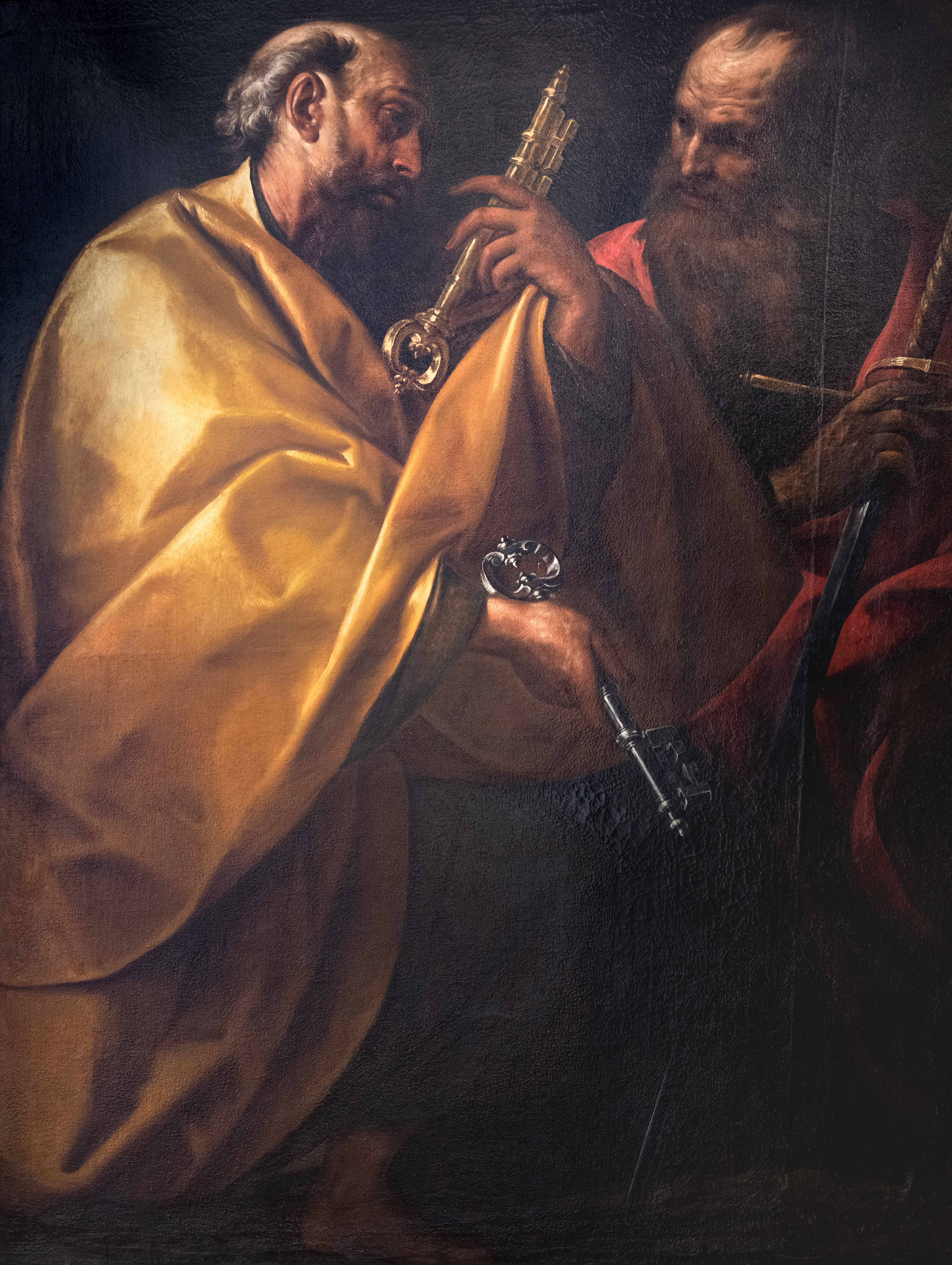
Saint Pierre et Saint Paul, huile sur toile, 1628-1629, collection Motais de Narbonne.
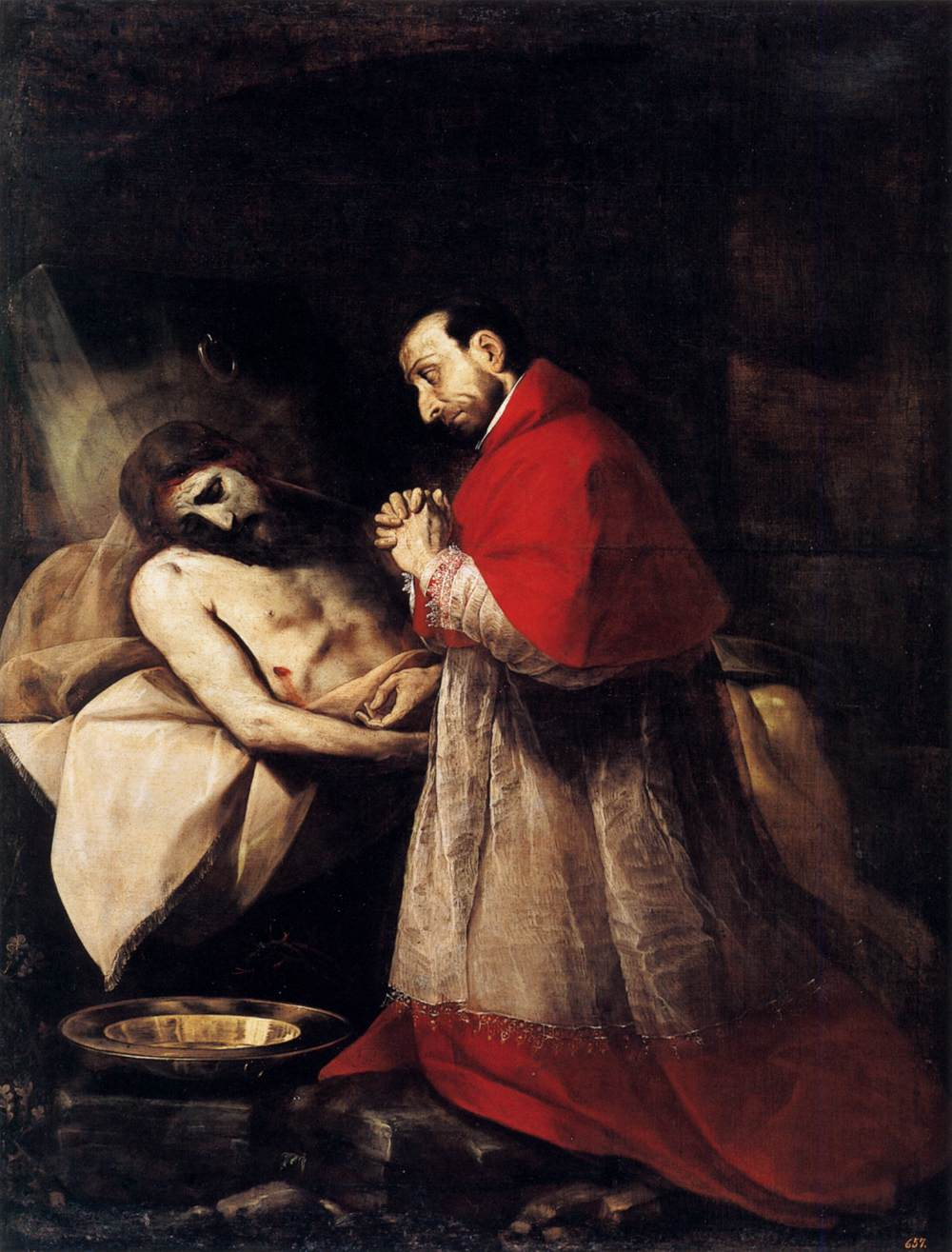
Saint Charles Borromée adorant le Christ, v. 1610, musée du Prado.

## Sources
Cet article comprend des extraits du Dictionnaire Bouillet. Il est possible de supprimer cette indication, si le texte reflète le savoir actuel sur ce thème, si les sources sont citées, s'il satisfait aux exigences linguistiques actuelles et s'il ne contient pas de propos qui vont à l'encontre des règles de neutralité de Wikipédia.